# San Leucio (Caserte)
San Leucio est une ancienne commune italienne, devenue une frazione de la commune de Caserte en Campanie. 
San Leucio s'est développée principalement autour d'une manufacture de soie fondée en 1778 par  Charles de Bourbon, roi de Sicile et de Naples. Il appartient au patrimoine mondial de l'UNESCO depuis 1997.

## Historique
San Leucio est à l'origine une chapelle située au sommet d'une colline au nord de Caserte. Un pavillon de chasse, appelé le « Belvédère », est construit par les seigneurs de Caserte, les Acquaviva, au XVIe siècle. Ce domaine est racheté par Charles de Bourbon en 1773. Le bâtiment est transformé entre 1776 et 1778. 
En 1778, le roi  et son fils Ferdinand Ier, décident de se lancer dans la production de soie. Le Belvédère est transformé en manufacture, Francesco Collecini, l'architecte du roi, dessinant de nouveaux bâtiments industriels. Plusieurs équipements nécessaires à la manufactures sont construits tout autour : une filature et des bâtiments pour abriter des métiers à tisser commencés en 1783, mais aussi des logements pour les ouvriers soyeux répartis en deux quartiers, San Carlo et San Fernando dont la construction commence en 1786 ainsi qu'une école, les logements pour les enseignants.
En 1789, un règlement est promulgué par le roi, destiné à régir le fonctionnement de la cité appelée « Cité royale de San Leucio » (Real Colonia di San Leucio). Ce règlement, qui a pour titre Origine della popolazione di S. Leucio e suoi progressi fino al giorno d'oggi colle leggi corrispondenti al buon governo di essa di Ferdinando IV Re delle Sicilie, mélange idées nouvelles des Lumières et proto-socialisme : importance donnée à la femme passant par la suppression de la dots ou l'uniforme identique pour tous les ouvriers. Un projet d'extension de la ville appelée « Ferdinandopoli », dessiné par le même architecte et prenant une forme circulaire, est abandonné à la suite de l'occupation française du pays en 1799.